# Meigenia virgo
Meigenia virgo là một loài ruồi trong họ Tachinidae.